# Rawa (Tanah Luas)
Rawa is een bestuurslaag in het regentschap Aceh Utara van de provincie Atjeh, Indonesië. Rawa telt 398 inwoners (volkstelling 2010).